# Roh Tae-woo
Roh Tae-woo (Koreaans: 노태우) (Daegu, 4 december 1932 – Seoel, 26 oktober 2021) was tussen 1988 en 1993 president van Zuid-Korea. 
Roh Tae-woo speelde een belangrijke rol in de organisatie van de Olympische Zomerspelen van 1988. Hij was vanaf 1983 voorzitter van het organiserend comité. Daarna werd Roh leider van de Democratische Rechtvaardigheidspartij. 
Zijn voorganger als president, Chun Doo-hwan, had Roh als opvolger aangewezen. Dit leidde tot grote demonstraties in verschillende grote steden. De militaire dictatuur werd zo gedwongen om rechtstreekse verkiezingen uit te schrijven. Roh won deze strijd van Kim Young-sam en Kim Dae-jung. Hij werd slechts met 36,6 procent van de stemmen gekozen. Hij beloofde, na aanhoudende demonstraties, meer democratie in zijn land. 
Bij de verkiezingen van 1992 verloor Roh van Kim Young-sam. Young-sam werd zo de eerste democratisch gekozen president van Zuid-Korea, zonder militaire achtergrond. In 1993 stonden Chun Doo-hwan en Roh Tae-woo terecht vanwege hun aandeel bij de militaire coup in 1979 en voor het executeren en gevangenzetten van tegenstanders tijdens hun regime. Roh werd veroordeeld tot 22,5 jaar gevangenis, maar werd in 1997 door Kim Dae-jung vervroegd vrijgelaten in het kader van diens verzoeningspolitiek.
Roh Tae-woo kampte al enkele jaren met gezondheidsproblemen en overleed op 26 oktober 2021 op 88-jarige leeftijd in een ziekenhuis in Seoel.